# Jacob Josephsen
Jacob Josephsen (født 9. januar 1982) er en dansk professionel fodboldspiller, hvis primære position er på den offensive centrale midtbane.

## Spillerkarriere
Josephsen fik sin fodboldopdragelse i den nordsjællandske fodboldklub Virum-Sorgenfri Boldklub, hvor han tilbragte størstedelen af sin ungdomstid. Midtbanespilleren, der som som ung havde den tidligere fodboldspiller Mads Aafeldt som sin matematiklærer, repræsenterede i en periode endvidere naboklubben Lyngby Boldklub.
Josephsen valgte at starte sin ungseniorkarriere i vestjyske Holstebro Boldklub og opnåede med tiden spilletid på klubbens divisionshold i den tredjebedste række. Efterfølgende fortsatte Josephsen hos 1. divisionsklubben Brønshøj Boldklub, hvor han debuterede på førsteholdet efter en indskiftning den 26. april 2003 i forbindelse med en hjemmebanekamp på Tingbjerg Idrætspark mod B 1909. I løbet af hans tre sæsoner i Brønshøj opnåede Josephsen sammenlagt at spille 47 kampe og score otte mål.
I sommerpausen 2005 foretog Josephsen et klubskifte til den nyoprykkede 1. divisionsklub Lyngby Boldklub, hvor han forblev indtil udgangen af efterårssæsonen 2006. Han blev i sin tid på LB's førstehold noteret for samlet 24 optrædener med fire scoringer til følge. Den 20. december 2006 besluttede Josephsen sig for et skifte til 1. divisionskollegaerne Hellerup IK, hvis bedste seniorhold blev ledet af den daværende cheftræner Jakob Friis-Hansen, med sportslig virkning fra den 1. januar 2007. Josephsen endte med at spille i HIK et enkelt år og blev betragtet som fast mand på førsteholdets midtbane.
I vinterpausen 2007/08 indgik Josephsen en to-årig aftale med 2. divisionsklubben Fremad Amager, der på dette tidspunkt overvintrerede på førstepladsen i øst-puljen. Amagerkanernes sportschef Michael Madsen, der hentede ham til klubben, havde tidligere spillet på hold sammen med midtbanespilleren i Lyngby Boldklub og har tidligere været hans træner i Hellerup IK.

## Ekstern kilde/henvisning
- Spillerprofil på fca.dk Arkiveret 2. oktober 2008 hos  Wayback Machine
- Jacob Josephsens spillerprofil på Transfermarkt (engelsk)
- Jacob Josephsens profil hos FootballDatabase.eu (engelsk)